# Elch (Wappentier)
Der Elch ist in der Heraldik als Wappentier eine gemeine Figur. Verbreitet ist er in der alten kurländischen Landschaft Semgallen (Lettland) und in seinem Verbreitungsgebiet Nordeuropa. Die ehemalige Hauptstadt Jelgava (Mitau) führt einen Elchkopf im Wappen. Aber auch in Neustadt (Dosse) ist das Tier rot schreitend im Wappen zu finden. Allgemein wird der Elch mit prächtigem Geweih dargestellt, oft andersfarbig als das Tier selbst. Auch die Hufe zeigen meist eine andere Farbe als der Körper. Hauptblickrichtung ist heraldisch rechts, stehend mit angehobenem rechten Bein. Dargestellt wird im Wappen der ganze Elch oder nur der Kopf. Dieser kann auch in face, also dem Betrachter zugewandt sein. Alle heraldischen Farben sind möglich.

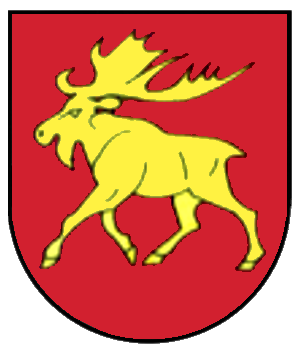
Elchingen auf dem Härtsfeld; nach rechts trabend
Ellenberg (Württemberg); in face
Elchweiler; nur Elchgeweih
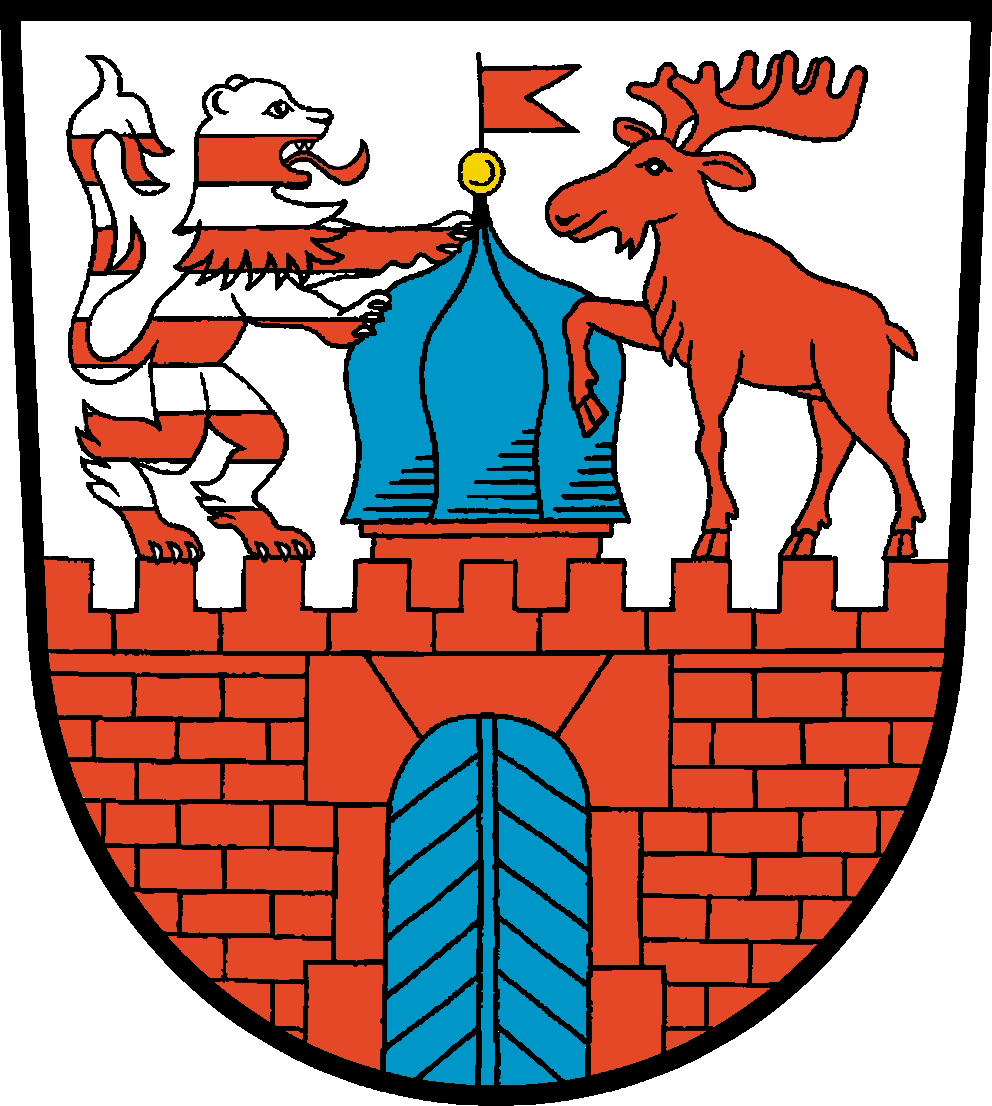
Wappen von Neustadt (Dosse)
Landschaft Gästrikland/Schweden
Powiat Grajewski/Polen
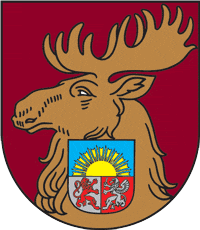
Jelgava/Lettland
Aremark/Norwegen
Ringsaker/Norwegen
Elch im Oberwappen von Neufundland und Labrador

Paraheraldik
Elch im Wappen des Norrlands dragonregemente